# Pergamos (Grekland)
Pergamos var en befäst forntida plats i pieriadalen, nära den moderna byn Moustheni. Platsen är belägen vid Pangaions södra sluttningar, vid en kulle som lokalt går vid namnen Koules eller Alonaki. Området runt Pergamos är rikt på naturresurser, vilket dess invånare kunde utnyttja tack vare dess strategiska placering i landskapet. Pangaion är även rikt på metaller, särskilt guld och silver. Detta faktum har länge varit välkänt, och man har nyttjat resurser från berget sedan neolitisk tid. Det finns generellt belägg för mänsklig aktivitet i dalen sedan senneolitikum, och flera olika grupper har haft intresse för- och kontroll av området. Platsen har blivit tillskriven det antika Pergamos baserat på Herodotos Historia, då han i bok sju beskriver hur perserkungen Xerxes marscherar förbi Phagres och Pergamos i pieriadalen. Då Phagres redan blivit säkert identifierad och inga andra aktningsvärda arkaiska lämningar har påträffats i området har lämningarna vid Moustheni med stor sannolikhet korrekt identifierats som det antika Pergamos.

## Arkeologiska undersökningar

### Fältinventeringar och tidigare undersökningar
Pergamos har länge varit känt genom informella iaktagelser av lämningar på platsen. Redan på sent 1800-tal kallade Iohannes Afthonidis platsen för Pergamos. På sent 1990-tal undersökte Yannis Pikoulas platsen och noterade dess imponerande befästningar, samt keramik från neolitisk till bysantinsk tid.  Under tidigt 2010-tal inspekterade Keven Oulette Pergamos befästningar, och nämner då både dess försvarsmurar och torn.
Det Svenska institutet i Athen har också tagit intresse av Pergamos. Under november och december 2021 genomförde Patrik Klingborg en inventering av området med syfte att kartlägga och dokumentera synliga lämningar på platsen, för att sedan kunna sammanställa ett omfattande forskningsprojekt där arkeologiska utgrävningar av Pergamos inkluderas. I redogörelsen av denna undersökning nämns det bland annat att cirka 200 meter av befästningsmurarna fortfarande var synliga, och att dessa kan delas in i en senarkaisk och en tidigkristen fas. Institutet återvände till platsen sommaren 2023 för ytterligare en inventering av området. Syftet var då att skapa en bild av det synliga materialet som fanns vid platsen för att lägga grunden för ett större framtida projekt. Undersökningen 2023 var lyckad, och man kunde notera både privat och monumental arkitektur. Man kunde även fastställa att metallproduktion och bearbetning av textilier hade ägt rum på platsen.

### The Ancient Pergamos Project
Efter lyckade preliminära inventeringar av Pergamos påbörjade det Svenska institutet i Athen ett fältprojekt i samarbete med Kavallas länsantikvariska myndighet vid namn The Ancient Pergamos Project. Patrik Klingborg och Georgia Galani ansvarar från den svenska sidan och Stavroula Dadaki från den grekiska. Projektet placerar fokus vid att fastställa platsens kronologi och att bättre förstå dess roll i sin omgivning. Projektet ämnar även att tillgängliggöra ny kunskap om platsens historia både för en akademisk och en allmän publik.
Inom projektet har man genomfört flera intressanta iakttagelser. Topografiskt kan Pergamos delas i tre terrasser, med en lägre i söder/sydost, en central och en i områdets norra del. Dessa terrasser korresponderar med moderna odlingsfält vid platsen. De imponerande befästningsmurarna kan delas upp i två huvudsakliga faser. Murverket tillhörande den första fasen är konstruerat med så kallad 'stack-work'-teknik och lämningarna av dessa murar är upp till 3.5 meter höga. Liknande konstruktioner, daterade till 500 f.vt., har observerats i Stagira. Detta tillsammans med det faktum att Herodotos berättelse äger rum 480 f.vt. innebär att murarna med sannolikhet dateras till slutet av den arkaiska tiden. En andra huvudsaklig fas kan identifieras hos murverket, i formen av reparationer och förstärkningar av de arkaiska murarna. Under denna fas höjdes murarna, och man använder sig av murbruk för att konstruera dessa höjningar. Detta har ägt rum under senantiken eller medeltiden. En säkrare datering för denna fas kan i nuläget inte genomföras, på grund av bristande information. Man har även restaurerat Pergamos torn, och lagt till åtminstone ett nytt torn i denna senare fas.
En minskning av material från senhellenistisk tid som fortsätter in i romersk tid antyder på minskad aktivitet vid Pergamos. Den gamla vägen som gick genom dalen har troligtvis förlorat sin relevans, då romarna väljer att lägga Via Egnatia norr om Pangaion snarare än genom dalen och Pergamos. Den nya farleden resulterade troligtvis i att Pergamos blev mindre relevant, eftersom dess strategiska position inte längre var lika viktig. Då Filippi grundas och blir områdets center under romartiden kan Pergamos återigen ha blivit mindre relevant.